# Елховка (приток Солоницы)
Елховка — река в России, протекает в Нерехтском районе Костромской области. Устье реки находится в 96 км по правому берегу реки Солоница от её устья. Длина реки составляет 10 км.
Русло реки сильно изменено системой канав и каналов. Некоторые из каналов соединяют Елховку с Таногой. На правомм берегу реки стоит село Михеевское

## Данные водного реестра
По данным государственного водного реестра России относится к Верхневолжскому бассейновому округу, водохозяйственный участок реки — Волга от Рыбинского гидроузла до города Кострома, без реки Кострома от истока до водомерного поста у деревни Исады, речной подбассейн реки — Волга ниже Рыбинского водохранилища до впадения Оки. Речной бассейн реки — (Верхняя) Волга до Куйбышевского водохранилища (без бассейна Оки).
Код объекта в государственном водном реестре — 08010300212110000011337.